# Zierscheibe

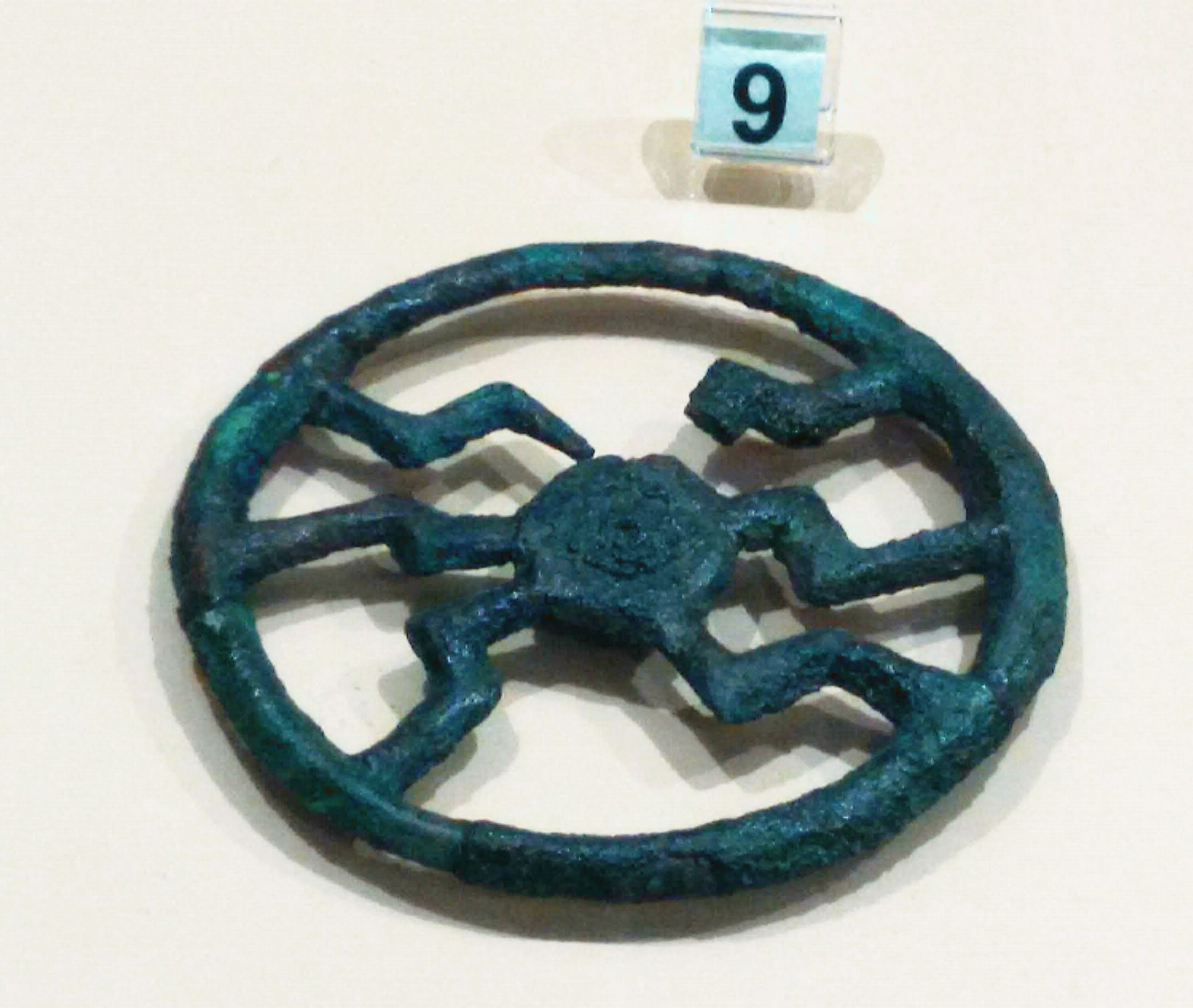
Gancio di cintura femminile in una tomba villanoviana della necropoli Lippi, Verucchio, tra il VIII e il VII a.C., conservati nel museo civico archeologico di Verucchio

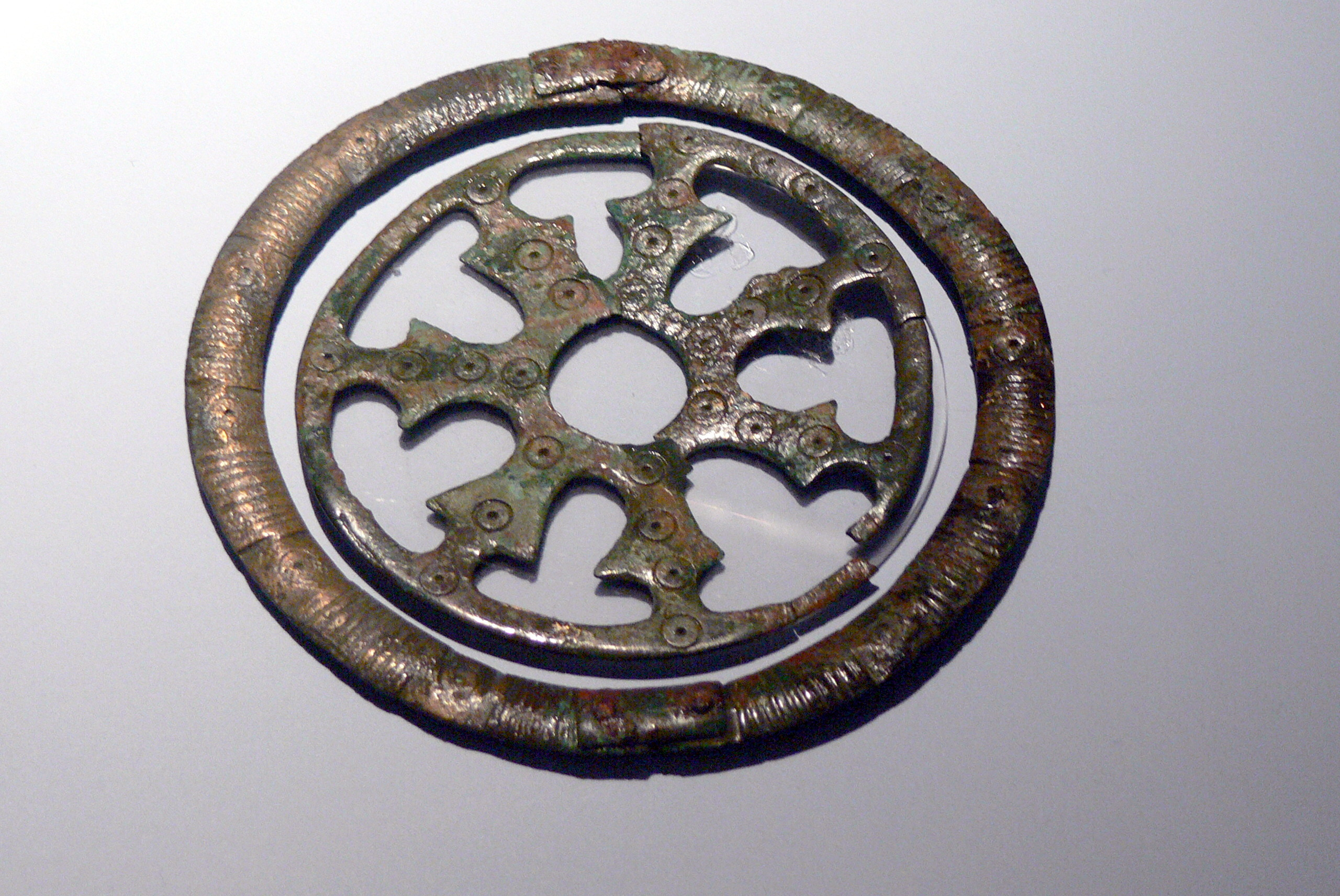
Museo nazionale tedesco di Nuremberg. Disco
in bronzo alemanno con anello in bronzo, VI secolo d.C., proveniente da Herbrechtingen

Il termine Zierscheibe (versione tedesca di "disco ornamentale") viene usato in archeologia per indicare un tipo di gioielleria in metallo risalente all'età del ferro europea. Questi manufatti sono stati ritrovati in tombe femminili, e si crede fossero indossati come pendenti appesi ad una tunica, o come parte di una borsa da cintura.
I vari reperti sono datati dalla tarda età del bronzo (800 a.C. circa), fino al VI secolo d.C. e rinvenuti in vari siti celtici, villanoviani e germanici.

## Descrizione
Dal disegno molto variabile, gli esemplari più elaborati sono stati rinvenuti nelle tombe alemanne e merovinge.
Per lo più realizzati in bronzo, più raramente in ferro e ancora più raramente in argento o oro, mostravano motivi geometrici astratti in una disposizione simmetrica. Di solito erano traforati e potevano avere un disegno elaborato. 
Alcuni tra i reperti alemanni rinvenuti raffigurano serpenti e teste di uccelli in stile Tierstil ("stile animale germanico 1"), disposti come un triscele o un quadrilobo. Gli esemplari merovingi più elaborati raffigurano uomini intrecciati
Oltre al loro carattere puramente decorativo, archeologi, storici e folcloristi attribuiscono a tali dischi anche la funzione di amuleto. Venivano indossati individualmente sui ganci della cintura da donna, su un nastro che pendeva dalla cintura di chi li indossava e al quale potevano essere attaccati una serie di altri amuleti o accessori. Soprattutto nel caso di dischi di grandi dimensioni, in combinazione con un anello di osso, legno o metallo che li circondava, si presumeva che formassero la chiusura di un borsello da cintura.
Il rinvenimento degli esemplari alemannici nella prima metà del XX secolo destò un certo interesse, in particolare gli esemplari che includevano una svastica al loro centro.